# Cantó de Percy
El cantó de Percy és un cantó francès del departament de la Manche, situat al districte de Saint-Lô. Té 12 municipis i el cap es Percy.

## Municipis
- Beslon
- Le Chefresne
- La Colombe
- Le Guislain
- La Haye-Bellefond
- Margueray
- Maupertuis
- Montabot
- Montbray
- Morigny
- Percy
- Villebaudon

## Història
| Data d'elecció                           | Identitat             | Partit        | Qualitat |
| ---------------------------------------- | --------------------- | ------------- | -------- |
| 1945-1949                                | Émile Lebrun          |               |          |
| 1949-1979                                | Philippe Texier-Hugou | Independent   |          |
| 1979-1985                                | Huguette Maïza        | UDF-CDS       |          |
| 1985-1998                                | Michel Loreille       | RPR           |          |
| 1998-2011                                | Jean Le Maux          | Divers droite |          |
| 2011-                                    | Marcel Bourdon        | Divers droite |          |
| les dades anteriors no són pas conegudes |                       |               |          |
|                                          |                       |               |          |

## Demografia
| A partir de 1990: Població sense dobles comptes |